# Atyap (etnie)
Atyap (Tyap: A̱tyap, singular: A̱tyotyap; exonim în limba Hausa: Kataf, Katab) este un grup etnic răspândit în principal în zonele administrației locale Zangon-Kataf, Kaura și Jema'a din sudul statului Kaduna, Nigeria. Limba pe care o vorbesc este limba Tyap, una dintre limbile Podișului Central.

## Origini

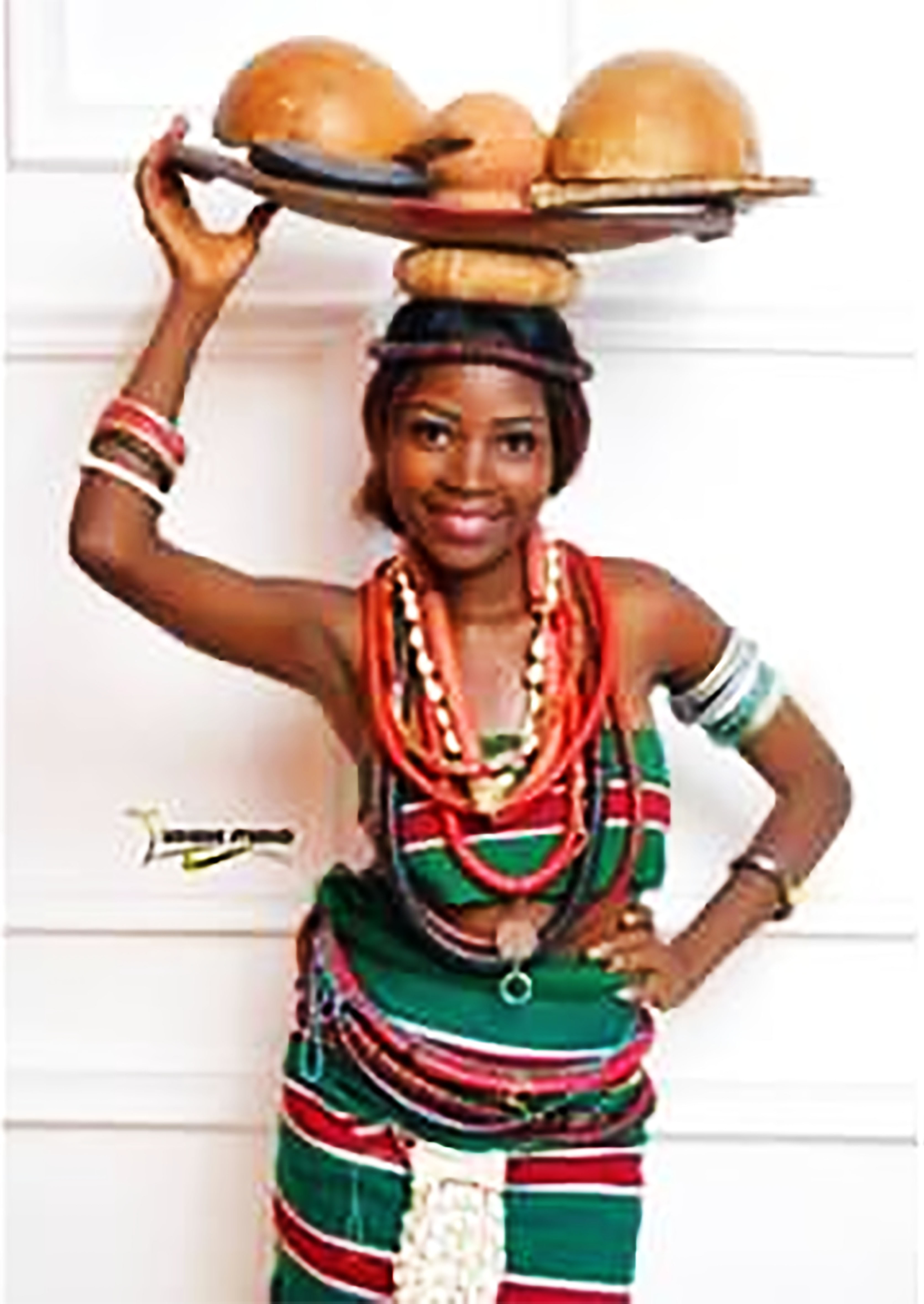
Tânără în ținută tradițională Atyap

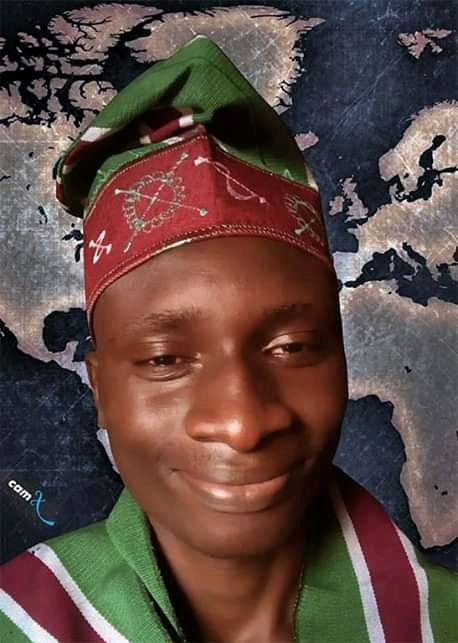
Tânăr în ținută tradițională Atyap

### Dovezi arheologice
Atyap ocupă o parte a complexului cultural Nok din valea superioară a râului Kaduna, renumit pentru figurinele sale din teracotă.

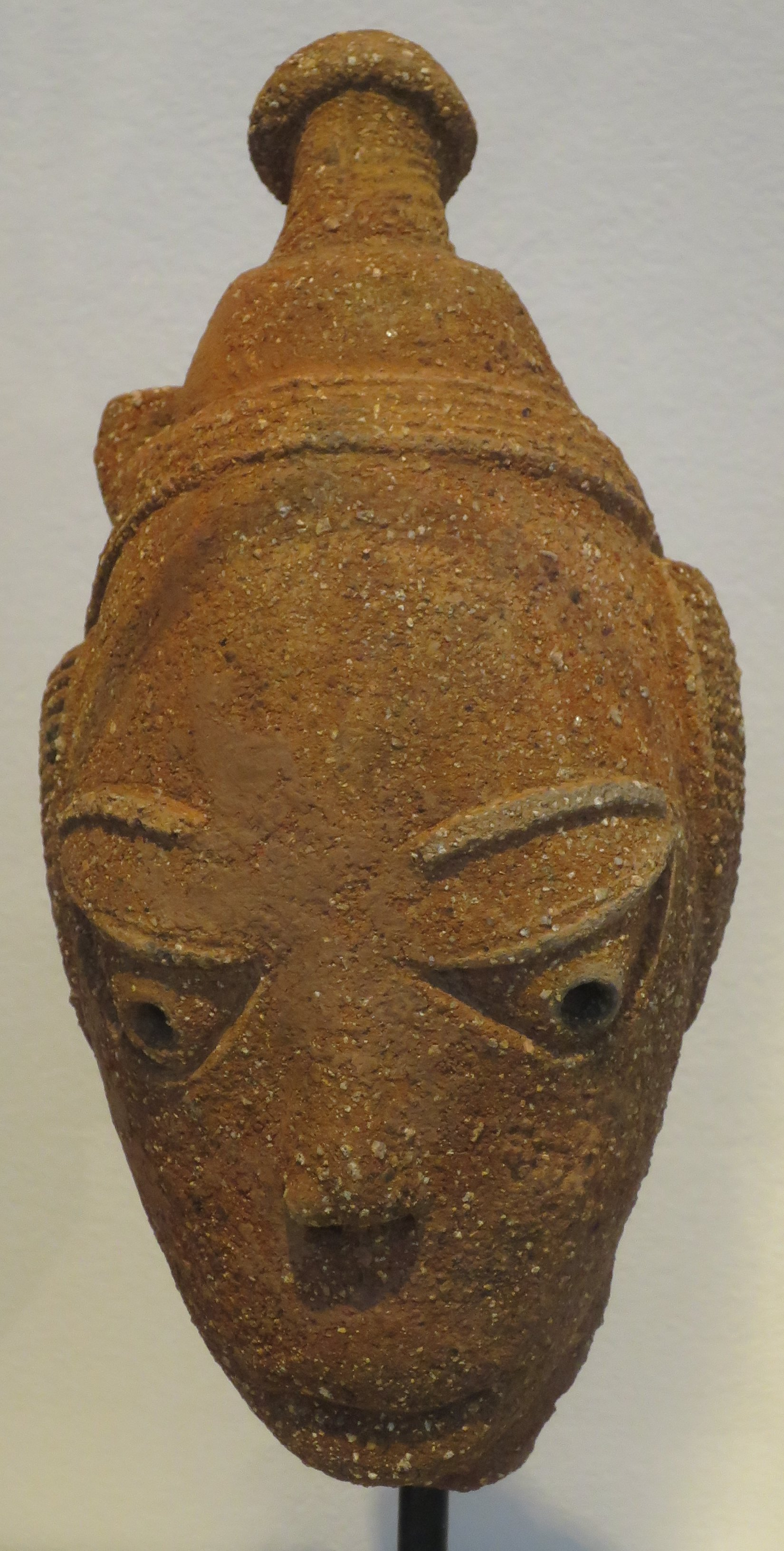
Cap din teracotă, cultura Nok, Muzeul de Arte din Honolulu

În zona Atyap au fost localizate mai multe situri în care se topea fierul, majoritatea în zona Gan și în așezările din apropiere. Printre rămășițe s-au găsit diferite țevi, cuptoare și zgură. În două situri din Ayid-ma-pama (Tyap: A̱yit Mapama) de pe malurile pârâului Sanchinyirian și malurile Chen Fwuam la Atabad Atanyieanɡ (Tyap: A̱ta̱bat A̱ta̱nyeang), s-au găsit numeroase rămășițe de zgură și țevi folosite în procesul de topire a fierului. De asemenea, s-au descoperit peșteri și formațiuni stâncoase la Bakunkunɡ Afanɡ (9°55'N, 8°10'E) și Tswoɡ Fwuam (9°51'N, 8°22'E), la Gan și Atabad- Atanyieang. Mai multe astfel de situri și mine au fost identificate în căutările ulterioare, ceea ce sugerează că exploatarea minereului de fier era intensă în zonă.

### Dovezi lingvistice
Achi (2005) afirmă că Atyap vorbesc o limbă din grupul Kwa din familia lingvistică Benue-Congo. În plus, conform lui Achi și colab. (2019), Grupul Kataf (o clasificare veche) din care face parte limba Tyap, aparține de Podișul Nigerian. El a sugerat că, folosind o scală de timp glotocronologică stabilită pentru limbile Yoruba și Edo și vecinii lor, separarea Grupului Kataf în dialecte distincte și grupuri de dialecte ar necesita mii de ani. De asemenea, s-a menționat că „Între limbile igala și yoruba, de exemplu, a fost nevoie de cel puțin 2.000 de ani pentru a dezvolta distincția, în timp ce au fost necesari 6.000 de ani pentru diferențele observabile într-o comparație a grupurilor de limbi idoma și yoruba”, ceea ce demonstrează că „și în cadrul grupurilor de dialecte, a fost nevoie de o perioadă de până la 2.000 de ani pentru a crea o separare clar identificabilă a dialectelor și că, prin urmare, este un proces lent de creștere și expansiune constantă a populației și de diferențiere culturală de-a lungul a mii de ani”.
Limba Tyap a avut nevoie de mii de ani pentru a se separa, în aceeași locație geografică generală, de cele aproximativ șase dialecte apropiate. Ca subunitate, a fost nevoie de alte mii de ani pentru a se separa de alți membri ai grupului Kataf, precum limbile Gyong, Hyam, Duya și Ashe (Koro), care sunt puțin inteligibile pentru vorbitorii de Tyap. A fost recunoscută stabilitatea limbii și a altor trăsături culturale din această regiune a Nigeriei.
Ținând cont de vechimea îndelungată a interacțiunii culturale și de apariția unor dialecte specifice în regiunea lingvistică Kataf, limba Tyap devenise de mult o limbă clar identificabilă, cu personalitate distinctă, cu mult înainte de momentul în care britanicii au preluat controlul asupra Atyap la începutul secolului al XX-lea.

### Alte dovezi
Oamenii Atyap își spun „Atyap” și sunt recunoscuți ca atare de grupurile învecinate, precum Asholyio (sau Morwa), Agworok (sau Kagoro), Atyecarak (sau Kachechere), Atakat (sau Attaka, Attakar), Ham (sau Jaba), Gwong (sau Kagoma), Adara (sau Kadara), Akoro (sau Koro), Bajju (sau Kaje), Anghan (sau Kamantan), Fantswam (sau Kafanchan), Afo, Afizere, Tsam (sau Chawai) și Rukuba. Limbile acestor populații fac parte din grupul de limbi ale Podișului Central din familia lingvistică Benue-Congo.
Este dificil de stabilit originea exactă a poporului nigerian. Pe lângă existența mai multor versiuni care se contrazic una pe cealaltă, a existat tendința multor grupuri de a revendica zone din afara Africii drept centre de origine. Acest lucru este valabil și pentru Atyap într-o anumită măsură.
Tradiția este aproape necunoscută pentru bătrânii Atyap. Acesta este, parțial, motivul pentru care în majoritatea scrierilor autorilor etnografici și antropologici coloniali care au scris despre grupul Atyap nu se găsesc informații despre originea acestuia. Totuși, majoritatea versiunilor înregistrate până în momentul colonizării prezintă asemănări remarcabile cu cele relatate de bătrânii de astăzi. Prin urmare, autenticitatea originii nordice rămâne discutabilă.
Unii oameni s-au mutat din Hausaland în zona ocupată de Atyap înainte de secolul al XIX-lea. Dezvoltarea regiunii Zangon Kataf până în 1750 d.Hr., locuită în principal de Hausa, reprezintă un caz evident de imigrație și interacțiuni dinainte de secolul al XIX-lea. Totuși, în secolul al XIX-lea, ca urmare a suprataxării, a capturării de sclavi și a impunerii muncii forțate sub influența regimului Sarakuna din Hausaland, s-a ajuns la creșterea migrațiilor ca formă de protest. Cel mai probabil, tradițiile migrației Atyap din nord pentru a evita sclavia și impozitarea reprezintă o amintire populară a acestor mișcări de la sfârșitul secolului al XIX-lea. Dar migrația indivizilor și a grupurilor de oameni nu trebuie confundată cu migrația întregului grup Atyap.

## Subgrupuri și clanuri
Subgrupurile Atyap sunt formate dintr-un grup de șapte sau opt grupuri etnice: Agworog, Asholyio, Atyap propriu-zis, Atyecharak, Atyuku, Fantswam și Takad. Bajju sunt considerați ca parte a acestui grup datorită asemănărilor lor culturale și lingvistice, deși fiecare dintre aceste grupuri se consideră independent de identitatea etnică Atyap.
În ceea ce privește clanurile, fiecare dintre subgrupuri are clanurile și subclanurile sale. Agworog au două clanuri principale: Ankwai și Kpashang. Asholyio au patru: Neabwaat, Nelutswe, Neswe și Nezam. Atyap propriu-zis au patru clanuri principale: Agbaat, Aminyam, Aku și Ashokwa. Fantswam au șase: Manyii, Takau, Takum, Zakhwo, Zibyin și Zikpak.

## Istorie

### Epoca preistorică
Atyap ocupă o parte din zona culturii Nok (cca. 1500 î.Hr. - 500 d.Hr.).

### Epoca trocului – secolul al XVIII-lea
Cu mult înainte de introducerea monedelor în zonă, oamenii Atyap au practicat trocul, până la mijlocul secolului al XVIII-lea, când negustorii de etnie Hausa au început să treacă prin ținutul Atyap, importând săbii, brățări și coliere și astfel s-a dezvoltat piața Zangon Kataf, la câteva mile de capitala tradițională Atyap la A̱tyekum – zona cunoscută de Atyap ca Maba̱ta̱do, scris și Mabarado, situată în jurul Atyekum și care era un loc de întâlnire, unde bătrânii Atyap deliberau cu privire la pământul și oamenii lor. Până atunci, oamenii obișnuiau să ducă minereul de fier la fierari pentru a le făuri unelte și îi plăteau cu cereale sau carne. După venirea negustorilor Hausa, fierarii locali au început să copieze produsele aduse de aceștia.
Datorită intensificării comerțului dintre Atyap și Hausa, nevoia de securitate a devenit vitală, dezvoltare care a condus ulterior la înființarea mai multor piețe precum cele din Magwafan (Hausa: Bakin Kogi), Rahama, Tungan Kan (Kachechere) și Afang Aduma de lângă Gan, deși cea mai importantă dintre toate a rămas piața Zangon Kataf, o legătură importantă între cele patru rute comerciale principale din zonă.
Un raport al Human Rights Watch menționează că nu există înregistrări scrise, dar există dovezi că Atyap au fost coloniști timpurii în regiunea Zangon Kataf, la fel ca și grupul Hausa. Ambele grupuri se aflau în zonă încă anii 1750, posibil și mai devreme, și ambele grupuri pretind că au fost primii coloniști. Cu toate acestea, Achi și colab. (2019) au afirmat că momentul stabilirii pactului comercial (Tyap: A̱ka̱be; Hausa: Amana, română: Pactul de Integritate) între Atyap și Hausa este necunoscut, dar este cert că locuitorii din Zangon Kataf au ajuns la o înțelegere cu Atyap, centrată pe două aspecte:
1. nevoia de a asigura siguranța comercianților și a mărfurilor acestora în Atyapland;
2. nevoia de teren pentru o piață permanentă și pentru stabilirea imigranților.

Liderii ambelor părți au desemnat ulterior persoane care să se asigura că acordul este implementat cu succes. Liderul de caravane Hausa (Hausa: madugu) a numit un prinț al așezării itinerante (Hausa: magajin zango), care locuia în Zangon Kataf, pentru a colecta taxe de la comercianții itineranți (Hausa: fatake), iar din aceste taxe erau plătite gazdele lor Atyap, care le asigurau pace, securitate și teren pentru stabilirea așezării (Hausa: zango). De cealaltă parte, grupul Atyap a numit un prinț, moștenitor al șefului clanului, care a asigurat siguranța comercianților în interiorul și în afara perimetrelor Atyapland și a mobilizat tineri înarmați pentru a-i însoți pe comercianții din Magwafan (Hausa: Bakin Kogi) până în zona Ham și apoi pe drumul de întoarcere. Tot prin șeful clanului, el s-a asigurat că a fost alocat suficient teren pentru piața Zango și pentru reședința comercianților.
Reticența comercianților Hausa și a liderilor lor de a plăti tributul menit pentru protecția lor către Atyap a devenit o cauză majoră de încălcare a acordului și acest lucru a creat o stare de nesiguranță în zonă. Comercianții Hausa au început, în schimb, să-i sprijine pe regii Hausa din Kauru și Zaria, pentru a reuși să supună toate statele de-a lungul rutelor comerciale, astfel încât să nu mai fie supravegheați și să nu mai plătească niciun tribut.
Tot din lucrarea lui Achi și colab. (2019) reiese că, în 1870, membrii Atyap și-au retras escortele armate și le-au folosit pentru a ataca așezarea Hausa din Zangon Kataf, care a rămas pustie timp de mulți ani.

### Secolul al XIX-lea
Un alt acord a fost încheiat de către comercianții Atyap și Hausa la începutul secolului al XIX-lea și comerțul a fost reluat, iar ținutul Atyap a prosperat până la un nivel în care se spunea că fiecare casă avea animale, inclusiv cai.

### Vizita lui Richard Lander
În 1827, Richard Lander, aflat în prima sa expediție alături de căpitanul Hugh Clapperton⁠(d), care decedase pe drum, în Sokoto, a decis ca, la întoarcere, să urmeze o altă rută. Astfel, a devenit primul european care a vizitat și a descris orașul Zangon Kataf (pe care el l-a scris „Cuttub”) și pe locuitorii săi, oamenii Atyap. Din Sokoto, a călătorit însoțit de un ghid hausa, William Pascoe, pentru a se întoarce în Anglia. Pe drum, a auzit multe povești despre un oraș măreț și aglomerat, un foarte important centru comercial, Zangon Kataf, dar și despre conducătorul acestui oraș, un om foarte bogat și respectat de ceilalți comercianți. De asemenea, Lander a fost surprins de libertatea de care se bucurau soțiile acestui rege, spre deosebire de femeile musulmane din tribul Hausa, și de armonia în care trăiau, fără a abuza de aceste privilegii.

## Cultură

### Festivalul A̱nak și vânătoarea de capete
Înainte de venirea britanicilor în zonă în 1903, practicile culturale Atyap au inclus diverse ceremonii anuale și sezoniere, una dintre ele fiind vânătoarea de capete, care a fost ulterior interzisă de guvernul colonial.
Festivalul A̱nak (doliu anual pentru sufletele plecate ale participanților) a reprezentat o modalitate de a recunoaște contribuțiile pozitive ale defuncților la dezvoltarea societății lor. Din cauza credinței că prea mult doliu l-ar face pe defunct să se simtă inconfortabil în noua sa viață, ceremonia s-a transformat în ospăț, dans și povestirea faptelor eroice ale defunctului. 
În timpul festivalului, toate rudele decedatului din clan trebuiau invitate. Toate femeile căsătorite în afara clanului trebuiau să aducă cereale și capre. Această contribuție a tuturor rudelor de sex feminin se numește „kpa̱t dudunɡ”. Deoarece la festival participau toate femeile din clan căsătorite în exterior, a implicat toate statele vecine care în care erau soții femei de origine Atyap. Acesta este motivul pentru care toate statele vecine și grupurile, inclusiv Hausa și Fulani care trăiesc în și în jurul ținutului Atyap, au participat la acest festival.Festivalul A̱nak simbolizează viața și respectul pentru sfințenia ei, viața sacră, așa cum este practicată de Atyap. Acest respect pentru viață era reflectat și în tipul de pedeapsă aplicată celor care atacau un alt om. Orice act de crimă avea drept consecință izgonirea criminalului în Zali (Malaɡum), în cazul în care nu i se aplica pedeapsa capitală. Dacă un membru ucidea pe altul, infractorul era predat familiei ofensate pentru a proceda conform tradiției.

### Vânătoare
În timpul sezonului uscat, bărbații merg la vânătoare de animale în sălbăticie, în perioada decembrie-martie, pornind în expediții către dealurile Surubu (Avori) și Karge din nord și către teritoriile Atsam și Rukuba (Bace) din Podișul Jos, la est de ținutul Atyap. Aceste vânători pot dura o lună sau mai mult.

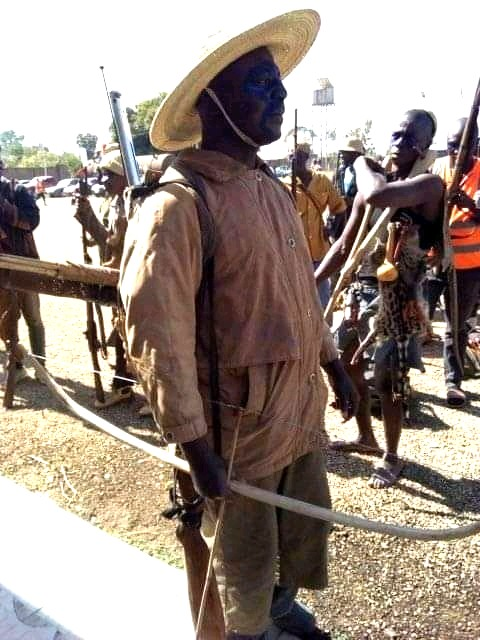
A̱gwak a̱kat, vânătorul șef al unei expediții de vânătoare

Vânătoarea este de regulă inițiată de a̱gwak a̱kat (vânătorul șef), cel care conduce grupul la terenul de vânătoare ales.

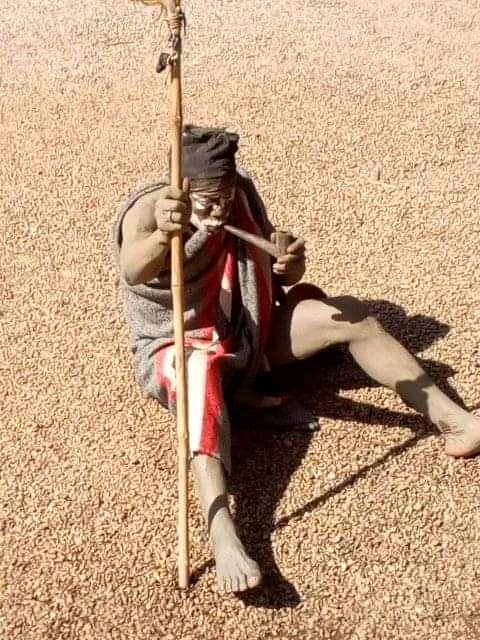
A̱la̱n a̱wum, vraci tradițional

Vraciul (Tyap: a̱la̱n a̱wum; Jju: ga̱do) aplică apoi otrăvuri pe săgețile vânătorilor, care sunt de dimensiuni diferite, fiind folosite și capcane. 
Oamenii din tribul Fantswam (acum în reședința lor actuală și nu în zona inițială din ținutul Atyap), după ce vânau un animal mare, de obicei trimiteau capul, considerat cea mai importantă parte a cărnii, grupului Atyap, în semn de loialitate. Această tradiție se mai păstrează încă de oamenii Agworok și este sărbătorită în cadrul Festivalului Afan, inițial în fiecare a doua sâmbătă a lunii aprilie, iar acum pe 1 ianuarie, anual.

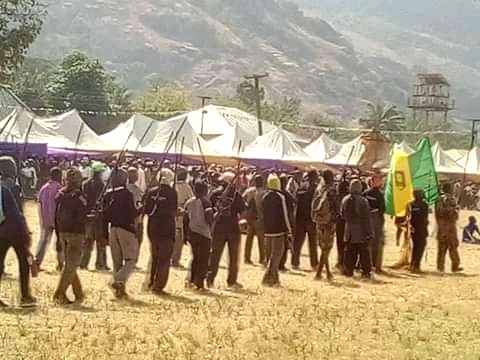
Vânătorii Agworok la Festivalul Național Afan, ediția 2020

### Căsătorie
A̱tyap, ca și alte grupuri culturale africane, cred cu tărie că A̱gwaza (Dumnezeu) a stabilit căsătoria și o femeie Atyap poate fi împlinită doar în momentul în care are un soț al ei. Un duhovnic protestant din ECWA (Biserica Evanghelică din Africa de Vest) a explicat că cei necăsătoriți sunt considerați a fi „á̱niet ba ba̱ yet á̱kukum a̱ni” (oameni care sunt doar 50% întregi), care pot deveni 100% ființe umane numai după căsătorie.
Există mai multe versiuni ale modului în care se desfășurau căsătoriile Atyap în vremurile pre-coloniale. Meek (1931) a stabilit, în esență, două tipuri: căsătorii primare și secundare.

#### Căsătoria primară
Ninyio (2008) afirmă că o fată Atyap putea fi logodită la naștere cu un băiat sau cu un adult, prin unchiul fetei sau printr-un văr pe linie paternă. Logodna dintre fată și viitorul ei soț era încheiată oficial când fata împlinea șapte ani.
Căsătoriile primare aveau loc întotdeauna în timpul sezonului secetos, mai ales după recoltă. Dacă se întâmpla ca o fată să rămână însărcinată înainte de căsătorie, se aranja o căsătorie de urgență. Sarcina nedorită era un fenomen rar și neobișnuit. Meek (1931) a menționat că relațiile sexuale premaritale erau neobișnuite, deoarece rudele (și clanurile) erau strict localizate.
Căsătoria primară cuprindea două tipuri principale: Nyeang A̱lala (căsătorie cu colier) și Khap Ndi sau Khap Niat (căsătorie cu zestre sau agricultură în cumetrie).

#### Căsătoria secundară
În cadrul acestui tip de căsătorie, unui bărbat nu i se permitea să se căsătorească cu o femeie din clanul său, cu o rudă pe linie maternă sau cu altă femeie din satul său. Această regulă era valabilă pentru toți bărbații din clanurile șți sub-clanurile Atyap și orice încălcare atrăgea pedepse severe.Prima soție într-o familie este considerată cea mai importantă dintre soții. Soția care are statutul de șefă în gospodărie depinde de cine se căsătorește primul dintre membrii bărbați. Un fiu mai mic se poate căsători înaintea celui mai în vârstă, din respect pentru una dintre mame. Într-o gospodărie poligamă, soțul petrece două nopți consecutiv cu fiecare soție în camera lui. Femeia cu care își petrece noaptea trebuie să gătească mâncarea pentru toți membrii familiei.

### Relația dintre fertilitate și religie
Avong (1999:7) a cercetat și a descoperit că rata de fertilitate în rândul femeilor care aparțin de biserica non-protestantă, cum ar fi romano-catolică, este semnificativ mai mare decât cea a femeilor ECWA, ceea ce constituie un indiciu că doctrinele și credința inoculate de instituțiile religioase influențează considerabil ratele de fertilitate ale femeilor Atyap.

## Date demografice

### Răspândire
Skoggard (2014) a inclus în aria de răspândire în Nigeria a grupului etnic Atyap (Katab) următoarele regiuni: Niger, Nasarawa, Kaduna și Teritoriul Capitalei Federale (FCT).

### Populația
Prin recensământul populației din Nigeria din 1963, Atyap din statul tradițional nigerian Abyin Atyap au fost estimați la 46.165 (fără a include populația Hausa de 2.736 rezidenți în orașul Zango), dintr-un total de 125.303 numărați pentru fostul District Zangon Kataf. Folosind cifrele recensământului din 1963 pentru a estima cifrele populației pentru 1991, o adaptare de la Ministerul de Finanțe și Planificare Economică din Kaduna arată o populație Atyap de 250.167, cu o rată constantă de 2,5% pe an.
| Cifrele recensământului populației din Nigeria din 1963 și din 1991 pentru Abyin Atyap | Cifrele recensământului populației din Nigeria din 1963 și din 1991 pentru Abyin Atyap | Cifrele recensământului populației din Nigeria din 1963 și din 1991 pentru Abyin Atyap | Cifrele recensământului populației din Nigeria din 1963 și din 1991 pentru Abyin Atyap |
| S/N                                                                                    | Ward                                                                                   | Cifrele recensământului din 1963                                                       | 1991 Cifre proiectate                                                                  |
| -------------------------------------------------------------------------------------- | -------------------------------------------------------------------------------------- | -------------------------------------------------------------------------------------- | -------------------------------------------------------------------------------------- |
| 1                                                                                      | Atak Njei (Ungwan Gayya)                                                               | 10.250                                                                                 | 20.465                                                                                 |
| 2                                                                                      | Mazaki (Gidan Zaki)                                                                    | 4.044                                                                                  | 8.074                                                                                  |
| 3                                                                                      | Kanai (Gora)                                                                           | 8.660                                                                                  | 17.290                                                                                 |
| 4                                                                                      | Ashong Ashyui (Jankasa)                                                                | 5.554                                                                                  | 11.088                                                                                 |
| 5                                                                                      | Taligan (Magamiya)                                                                     | 3.658                                                                                  | 7.302                                                                                  |
| 6                                                                                      | Atak Nfang (Zaman Dabo)                                                                | 7.212                                                                                  | 14.399                                                                                 |
| 7                                                                                      | Zonzon                                                                                 | 7.051                                                                                  | 13.078                                                                                 |
| Total                                                                                  | Abyin Atyap                                                                            | 46.429                                                                                 | 92.695                                                                                 |
| Total                                                                                  | Zangon Kataf LGA                                                                       | 125.303                                                                                | 250.167                                                                                |

Avong (2000:67) a recunoscut că populația totală rămâne încă necunoscută, însă, a estimat că aproximativ jumătate din cei 145.000 de oameni înregistrați oficial în Zona Administrației Locale Zangon Kataf la recensământul din 1991 erau Atyap.
Ethnologue a estimat numărul oamenilor Atyap, cuprinzând cele șapte subgrupuri, inclusiv populația „Mabatado” (Abyin Atyap), în 1993, la 130.000.

### Religie
Religia Atyap
     Creștinism (84%)
     Islamism (10%)
     Abwoi (6%)

#### Indigenă
Religia tradițională Atyap este cunoscută sub numele de Abwoi. Cultul Abwoi include ceremonii de inițiere elaborate și credința în prezența strămoșilor decedați. Există reguli care impun păstrarea secretului privind ritualurile specifice, precum și pedepse grave pentru cei care nu respectă aceste reguli, inclusiv pedeapsa capitală.

#### Avraamică
Grupul etnic Atyap a fost influențat de administrația britanică și de alte populații non-musulmane. Deoarece se aflau sub controlul emiratului Zaria (începând cu instalarea administrației britanice în 1903), ar fi trebuit să nu se afle sub sfera de influență a misionarilor creștini. Creștinismul le-a oferit oamenilor Atyap refugiul de care aveau nevoie în fața autorităților coloniale, pe care le considerau opresive, dar și având în vedere relațiile tensionate cu tribul Hausa, care este islamic. Acest proces a contribuit la menținerea acestor tensiuni, iar în prezent, foarte puțini membri Atyap mai sunt musulmani. 
În 2020, conform Proiectului Joshua, aproximativ 84% dintre oamenii Atyap sunt creștini (dintre care, Independenții 10%, protestanții 15% și romano-catolicii 75%), 10% practică islamul și 6% religia etnică (Abwoi).

### Limba
Poporul Atyap vorbește limba Tyap, care aparține limbilor Podișului Central.

## Geografie
Tipul de vegetație din această zonă este savana din Guineea sau pădurea de savană, care este caracterizată de arbori de dimensiuni mici și medii, arbuști și ierburi mezofitice perene, iar solul este format predominant din gresie și pietriș. Acest tip de vegetație este considerat potrivit pentru animalele mai puțin dăunătoare, în timp ce solul este potrivit pentru agricultură, ceea ce explică și de ce ocupația dominantă a oamenilor din această zonă este agricultura. La fel ca în cea mai mare parte din Nigeria centrală, în timpul sezonului ploios câmpurile devin verzi, dar, pe măsură ce sezonul uscat se instalează din octombrie/noiembrie, apare o tendință ridicată de secetă.

## Economie
Agricultura este principala ramură a economiei. Agricultura, pescuitul și vânătoarea sunt ocupațiile de bază ale grupului Atyap. Principalele plante cultivate sunt: sorg (swaat), mei (zuk), fasole (ji̱njok), igname (cyi), fonio (tson), susan (cwan), bame (kusat), alune de pământ (shyui), cartofi (a̱ga̱mwi).
Atyap se îndeletnicesc cu creșterea animalelor domestice precum câini (a̱bwu), porci (a̱kusuru), capre (zon) și oi (zonseap).

## Politică
După formarea căpeteniei Atyap în 1995, grupul A̱tyap a fost condus de trei monarhi care au ajuns să fie cunoscuți ca A̱gwatyap, palatul fiind situat la Atak Njei, în zona administrației locale Zangon Kataf din sudul statului Kaduna, Nigeria. Actualul monarh, Dominic Yahaya, cunoscut sub numele de Agwatyap III, este conducătorul Atyap din 2020.

## Personalități
- Bala Achi⁠(d) (1956-2005), istoric, educator și scriitor niɡerian și primul șef de stație (ofițer șef de cercetare) al Comisiei Naționale Niɡeriane a Muzeelor și Monumentelor, Abuja.
- John Markus Ayuba, politician nigerian și candidat al PDP la alegerile pentru guvernator din Kaduna din 2023
- Isaiah Balat (1952-2014), fost ministru de stat nigerian pentru lucrări și locuințe (1999–2000); senator care reprezintă Districtul senatorial Kaduna Sud (2003–2007); de asemenea, om de afaceri și fondator Gora Oil and Gas.
- Musa Bityong (194?-1986), ofițer militar nigerian
- Marok Gandu (18??-1902), o figură istorică precolonială din Africa de Vest
- Danjuma Laah (n. 1960), senator care reprezintă Districtul senatorial Kaduna Sud (2015–)
- Zamani Lekwot (n. 1944), guvernator militar al statului Rivers, Nigeria (1975–1978); Ambasador/Înaltul Comisar al Nigeria în Republicile Senegal, Mauritania, Capul Verde și Gambia.[36]
- Kyuka Lilymjok, scriitor, filosof și profesor nigerian de drept.
- Christopher Gwabin Musa⁠(d) (n. 1967), șeful Statului Major al Apărării, Nigeria (2023-data)
- Andrew Nkom (n. 1943), educator, scriitor și administrator nigerian.
- Ishaya Shekari (n. 1940), fost guvernator militar al statului Kano (1978–1979), Nigeria
- Toure Kazah-Toure (1959-2017), istoric nigerian, academician, panafricanist
- Ayuba Gora Wobin, fost ministru, Corpul Federal de Siguranță Rutieră, FRSC (2022-2023)
- Andrew Laah Yakubu (n. 1955), fost director general al grupului Nigerian National Petroleum Corporation, NNPC (2012–2014).